# Roge (Požega)
Pour les articles homonymes, voir Roge.
Roge (en serbe cyrillique : Роге) est un village de Serbie situé dans la municipalité de Požega, district de Zlatibor. Au recensement de 2011, il comptait 352 habitants.

## Démographie

### Évolution historique de la population
| 1948  | 1953  | 1961  | 1971 | 1981 | 1991 | 2002 | 2011 |
| ----- | ----- | ----- | ---- | ---- | ---- | ---- | ---- |
| 1 317 | 1 254 | 1 158 | 939  | 759  | 589  | 424  | 352  |

|  |